# گنبد پیرمحمد
گنبدپیرمحمد، روستایی از توابع بخش مرکزی شهرستان ملکشاهی در استان ایلام ایران است.

## جمعیت
این روستا در دهستان چمزی قرار دارد و براساس سرشماری مرکز آمار ایران در سال ١٣٩۵، جمعیت آن ۴۶۵٨ نفر (٧۶۴خانوار) بوده‌است.